# زكريا لبابيدي
محمد زكريا لبابيدي هو دبلوماسي سوري يشغل منصب مدير إدارة الشؤون الأفروآسيوية والأوقيانوسية في وزارة الخارجية السورية. ويشتهر بدوره في تنسيق العلاقات بين سوريا ودول آسيا، إفريقيا، وأوقيانوسيا.

## السيرة
يشرف لبابيدي على العلاقات الدبلوماسية بين سوريا والمناطق الأفروآسيوية والأوقيانوسية، ضمن جهود الوزارة لتوسيع شبكة التعاون والتحالفات الدولية.

## نشاطات بارزة
- التقى مساعد وزير الخارجية الياباني ومدير عام شؤون الشرق الأوسط وشمال إفريقيا في طوكيو، حيث جرى مناقشة العلاقات الثنائية والقضايا المشتركة، بما في ذلك دعم وحدة الأراضي السورية ورفض التدخلات الخارجية.[1]
- كذلك التقى بالسيد محمد أنيس متى، معاون وزير الخارجية الإندونيسي لشؤون العالم الإسلامي، في إطار تعزيز التنسيق والتفاهم المشترك بين البلدين.[2]